# JAN (tijdschrift)
JAN is een Nederlands maandblad van uitgeverij Hearst Media Nederland. De naam is een afkorting van Just Another Name. Vanaf de start tot 2017 werd het blad uitgegeven door uitgeverij Gruner + Jahr. In dat jaar werd het blad overgenomen door de Nederlandse tak van Hearst Corporation.
De glossy verscheen voor het eerst in september 2005 en richt zich op vrouwen van boven de dertig jaar. Het blad had in 2014 een oplage van meer dan 60.000.
In 2012 werd JAN op het Mercurs tijdschriftengala uitgeroepen tot magazine van het jaar.